# Murasaki Shikibu
Pour les articles homonymes, voir Murasaki Shikibu (homonymie).
Œuvres principales
le Dit du Genji (源氏物語, Genji monogatari)
Murasaki Shikibu (紫式部) (v. 973-v. 1014 ou 1025) est le surnom d'une écrivaine, dame de la cour du milieu de l'époque de Heian (Xe – XIe siècles), connue pour son roman le Dit du Genji (源氏物語, Genji monogatari). Son nom véritable est peut-être Fujiwara no Kaoriko.

## Biographie
Orpheline de mère, elle est élevée par son père, Fujiwara no Tametoki, dignitaire de la cour et poète. Elle épouse Nobutaka Fujiwara, avec qui elle a une fille Daini no Sanmi, qui sera une poétesse connue. Elle devient veuve assez tôt. Fujiwara no Michinaga (藤原 道長) l'introduit à la Cour de Heian où elle entre au service de Shōshi, l'une des deux impératrices-consort de l'empereur Ichijō. Certains pensent que Fujiwara no Michinaga cherche par là le moyen de lui offrir une sinécure propre à la rédaction de son œuvre, Le Dit du Genji. Dans un passage de son journal intime, elle déclare même que le régent a fait irruption dans ses appartements pour s'emparer du dernier chapitre de son œuvre.
Son œuvre principale, généralement considérée comme un chef-d'œuvre de la littérature japonaise, est Le Dit du Genji, livre d'environ 2 000 pages, découpé en 54 chapitres ponctués de 800 wakas (poèmes).
Elle a en outre laissé un journal de Murasaki Shikibu (紫式部日記, Murasaki-Shikibu nikki) et un recueil de poèmes
Elle est considérée comme l'une des trente-six poétesses immortelles.

## Surnom

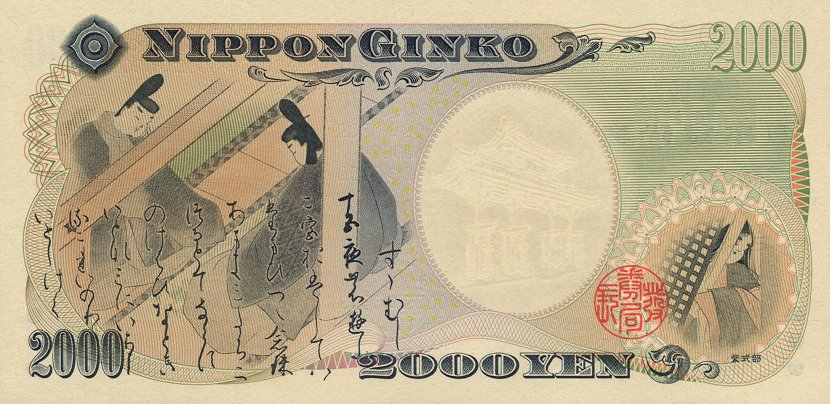
Portrait de Murasaki Shikibu en bas à droite du verso du billet de 2000 yens

Murasaki Shikibu s'est à l'origine appelée Tō-shikibu (藤 式部), son nom nyōbō (Tō étant la lecture chinoise (on'yomi) du caractère « glycine » qui commence le nom des Fujiwara, qui signifie « champ de glycines »). Son véritable nom n'est pas connu.
Murasaki, qui veut dire « violet » ou « pourpre », vient d'un sobriquet qu'on lui donne à la cour, d'après un personnage du Dit du Genji.

Selon une autre légende, ce nom de Murasaki fait référence à l'attachement qu'aurait conçu pour sa mère l'empereur Ichijō dont elle fut une des nourrices. Celui-ci appela sa fille Murasaki en souvenir du poème : 
Lorsque l'herbe violette est en pleine couleur,

On voit à peine les autres plantes qui poussent dans le champ !
Quant à Shikibu, cela fait référence à la situation de son père, shikibu-taijō (式部大丞) dans la hiérarchie de la cour.